# Рыночная концентрация
Ры́ночная концентра́ция (англ. market concentration) — относительная величина и количество предприятий, действующих на рынке. Это явление зачастую называется просто концентрацией.
Рыночная концентрация связана с понятием концентрации производства, касающимся сосредоточения производства родственных видов продукции на нескольких крупных предприятиях региона.
Показатели этой величины: индекс Херфиндаля-Хиршмана (HHI, ХХИ) и индекс концентрации (англ. concentration ratio, CR).

## Использование
Когда антимонопольные власти оценивают нарушение конкуренции одним или несколькими предприятиями, они обычно определяют рынок и пытаются измерить его концентрацию, то есть степень конкуренции на этом рынке.
Существуют модели теории игр, свидетельствующие о том, что даже тогда, когда отсутствует картельный сговор, увеличение рыночной концентрации приводит к повышению цен и снижению благосостояния потребителей. Пример этого — олигополии Курно и Бертрана.